# Hadennia ignicoma
Hadennia ignicoma är en fjärilsart som beskrevs av Swinhoe 1890. Hadennia ignicoma ingår i släktet Hadennia och familjen nattflyn. Inga underarter finns listade i Catalogue of Life.